# Клубний чемпіонат світу з футболу 2008
Клубний чемпіонат світу з футболу 2008 року — п'ятий клубний чемпіонат світу, що проходив у Японії з 11 по 21 грудня 2008 року. У розіграші взяли участь сім команд. Переможцем став англійський «Манчестер Юнайтед», який у фіналі обіграв з рахунком 1:0 еквадорський клуб «ЛДУ Кіто» і став першою англійською командою, що виграв трофей.

## Формат
Матчі пройшли за системою плей-офф. Оскільки переможцем Ліги чемпіонів Азії, як і в минулому сезоні, став японський клуб («Гамба Осака»), місце переможця Джей-ліги («Касіма Антлерс») зайняв фіналіст Ліги чемпіонів Азії 2008 («Аделаїда Юнайтед»). В підсумку фіналіст Ліги чемпіонів Азії та Ліги чемпіонів Океанії почали турнір з 1/8 фіналу, переможці Ліги чемпіонів Азії і Африки, а також Кубка чемпіонів КОНКАКАФ — з 1/4 фіналу, переможці Кубка Лібертадорес і Ліги чемпіонів УЄФА — з 1/2 фіналу. В даному розіграші було відновлено проведення матчу за 5-те місце.
Призовий фонд турніру збільшився на півмільйона доларів США, до $ 16,5 млн. Переможці отримали $ 5 млн, фіналісти — $ 4 млн, за третє місце — $ 2,5 млн, за четверте — $ 2 млн, за п'яте $ 1,5 млн, за шосте — $ 1 млн і за сьоме — $ 500 тис..

## Учасники
| Команда                  | Конфедерація          | Кваліфікація                             |
| Починають з півфіналу    | Починають з півфіналу | Починають з півфіналу                    |
| ------------------------ | --------------------- | ---------------------------------------- |
| «ЛДУ Кіто»               | КОНМЕБОЛ              | Володар Кубка Лібертадорес (2008)        |
| «Манчестер Юнайтед»      | УЄФА                  | Переможець Ліги чемпіонів УЄФА (2007/08) |
| Починають з чвертьфіналу |                       |                                          |
| «Аль-Аглі»               | КАФ                   | Переможець Ліги чемпіонів КАФ (2008)     |
| «Пачука»                 | КОНКАКАФ              | Кубок чемпіонів КОНКАКАФ (2008)          |
| «Гамба Осака»            | АФК                   | Переможець Ліги чемпіонів АФК (2008)     |
| Починають з кваліфікації |                       |                                          |
| «Аделаїда Юнайтед»       | АФК                   | Фіналіст Ліги чемпіонів АФК (2008)†      |
| «Вайтакере Юнайтед»      | ОФК                   | Переможець Ліги чемпіонів ОФК (2007/08)  |

†Оскільки переможцем Ліги чемпіонів Азії став японський клуб, місце переможця Джей-ліги зайняв фіналіст Ліги чемпіонів Азії.

## Стадіони
| Йокогама                                                                          | Токіо                                                                             | Тойота                                                                            | Йокогама Токіо Тойотаclass=notpageimage\| Місця проведення турніру | Йокогама Токіо Тойотаclass=notpageimage\| Місця проведення турніру | Йокогама Токіо Тойотаclass=notpageimage\| Місця проведення турніру | Йокогама Токіо Тойотаclass=notpageimage\| Місця проведення турніру | Йокогама Токіо Тойотаclass=notpageimage\| Місця проведення турніру |
| Міжнародний стадіон                                                               | Національний стадіон                                                              | «Тойота»                                                                          | Йокогама Токіо Тойотаclass=notpageimage\| Місця проведення турніру | Йокогама Токіо Тойотаclass=notpageimage\| Місця проведення турніру | Йокогама Токіо Тойотаclass=notpageimage\| Місця проведення турніру | Йокогама Токіо Тойотаclass=notpageimage\| Місця проведення турніру | Йокогама Токіо Тойотаclass=notpageimage\| Місця проведення турніру |
| 35°30′36.16″ пн. ш. 139°36′22.49″ сх. д. / 35.5100444° пн. ш. 139.6062472° сх. д. | 35°40′41.00″ пн. ш. 139°42′53.00″ сх. д. / 35.6780556° пн. ш. 139.7147222° сх. д. | 35°05′04.02″ пн. ш. 137°10′14.02″ сх. д. / 35.0844500° пн. ш. 137.1705611° сх. д. | Йокогама Токіо Тойотаclass=notpageimage\| Місця проведення турніру | Йокогама Токіо Тойотаclass=notpageimage\| Місця проведення турніру | Йокогама Токіо Тойотаclass=notpageimage\| Місця проведення турніру | Йокогама Токіо Тойотаclass=notpageimage\| Місця проведення турніру | Йокогама Токіо Тойотаclass=notpageimage\| Місця проведення турніру |
| Місткість: 72,327                                                                 | Місткість: 57,363                                                                 | Місткість: 45,000                                                                 | Йокогама Токіо Тойотаclass=notpageimage\| Місця проведення турніру | Йокогама Токіо Тойотаclass=notpageimage\| Місця проведення турніру | Йокогама Токіо Тойотаclass=notpageimage\| Місця проведення турніру | Йокогама Токіо Тойотаclass=notpageimage\| Місця проведення турніру | Йокогама Токіо Тойотаclass=notpageimage\| Місця проведення турніру |
|                                                                                   |                                                                                   |                                                                                   | Йокогама Токіо Тойотаclass=notpageimage\| Місця проведення турніру | Йокогама Токіо Тойотаclass=notpageimage\| Місця проведення турніру | Йокогама Токіо Тойотаclass=notpageimage\| Місця проведення турніру | Йокогама Токіо Тойотаclass=notpageimage\| Місця проведення турніру | Йокогама Токіо Тойотаclass=notpageimage\| Місця проведення турніру |

## Склади
Кожна команда могла заявити по 23 футболісти, три з яких мають бути воротарями.

## Судді
| Конфедерація | Арбітр                    | Асистенти                                  |
| ------------ | ------------------------- | ------------------------------------------ |
| АФК          | Равшан Ірматов            | Абдухамідулла Расулов Бахадир Кочкоров     |
| АФК          | Юїті Нісімура             | Тору Сагара Чжон Хе Сан                    |
| КАФ          | Мохамед Бенуза            | Насер Садек Абдель Набі Ангесом Огбамаріам |
| КОНКАКАФ     | Беніто Арчундія           | Ектор Дельгадільйо Марвін Рівера           |
| КОНМЕБОЛ     | Пабло Посо                | Патрісіо Басуальто Хуліо Діас              |
| ОФК          | Пітер О'Лірі              | Брент Бест Меттью Таро                     |
| УЄФА         | Альберто Ундіано Мальєнко | Фермін Мартінес Хуан Карлос Юсте Хіменес   |

## Турнір
|  | Плей-оф              | Плей-оф              |                      |            | Чвертьфінал        | Чвертьфінал        |                 |                 | Півфінал | Півфінал |  |  | Фінал                | Фінал                |
|  | 11 грудня — Токіо    |                      |                      |            |                    |                    |                 |                 |          |          |  |  |                      |                      |
|  | «Аделаїда Юн.»       | 2                    |                      |            | 14 грудня — Тойота | 14 грудня — Тойота |                 |                 |          |          |  |  |                      |                      |
|  | «Аделаїда Юн.»       | 2                    |                      |            | 14 грудня — Тойота | 14 грудня — Тойота |                 |                 |          |          |  |  |                      |                      |
|  | «Вайтакере Юн.»      | 1                    |                      |            | «Аделаїда Юн.»     | 0                  |                 |                 |          |          |  |  |                      |                      |
|  | «Вайтакере Юн.»      | 1                    | 18 грудня — Йокогама |            | «Аделаїда Юн.»     | 0                  |                 |                 |          |          |  |  |                      |                      |
|  |                      |                      |                      |            | «Гамба Осака»      | 1                  |                 |                 |          |          |  |  |                      |                      |
|  | «Гамба Осака»        | 3                    |                      |            | «Гамба Осака»      | 1                  |                 |                 |          |          |  |  |                      |                      |
|  | «Гамба Осака»        | 3                    |                      |            |                    |                    |                 |                 |          |          |  |  |                      |                      |
|  |                      |                      | «Манчестер Юн.»      | 5          |                    |                    |                 |                 |          |          |  |  |                      |                      |
|  |                      |                      | «Манчестер Юн.»      | 5          |                    |                    |                 |                 |          |          |  |  |                      |                      |
|  |                      |                      | 21 грудня — Йокогама |            |                    |                    |                 |                 |          |          |  |  |                      |                      |
|  |                      |                      |                      |            |                    |                    |                 |                 |          |          |  |  |                      |                      |
|  | «Манчестер Юн.»      | 1                    |                      |            |                    |                    |                 |                 |          |          |  |  |                      |                      |
|  | «Манчестер Юн.»      | 1                    | 13 грудня — Токіо    |            |                    |                    |                 |                 |          |          |  |  |                      |                      |
|  |                      | «ЛДУ Кіто»           | 0                    |            |                    |                    |                 |                 |          |          |  |  |                      |                      |
|  |                      |                      | 0                    | «Аль-Аглі» | 2                  |                    |                 |                 |          |          |  |  |                      |                      |
|  | 17 грудня — Токіо    |                      |                      | «Аль-Аглі» | 2                  |                    |                 |                 |          |          |  |  |                      |                      |
|  |                      | «Пачука» (д.ч.)      | 4                    |            |                    |                    |                 |                 |          |          |  |  |                      |                      |
|  | «Пачука»             | «Пачука» (д.ч.)      | 4                    | 0          |                    |                    |                 |                 |          |          |  |  |                      |                      |
|  | «Пачука»             | Матч за 5 місце      | Матч за 5 місце      | 0          |                    |                    | Матч за 3 місце | Матч за 3 місце |          |          |  |  |                      |                      |
|  |                      | Матч за 5 місце      | Матч за 5 місце      |            | «ЛДУ Кіто»         | 2                  | Матч за 3 місце | Матч за 3 місце |          |          |  |  |                      |                      |
|  | «Аделаїда Юн.»       | 1                    | «Гамба Осака»        | 1          | «ЛДУ Кіто»         | 2                  |                 |                 |          |          |  |  |                      |                      |
|  | «Аделаїда Юн.»       | 1                    | «Гамба Осака»        | 1          |                    |                    |                 |                 |          |          |  |  |                      |                      |
|  | «Аль-Аглі»           | 0                    | «Пачука»             | 0          |                    |                    |                 |                 |          |          |  |  |                      |                      |
|  | «Аль-Аглі»           | 0                    | «Пачука»             | 0          |                    |                    |                 |                 |          |          |  |  |                      |                      |
|  | 18 грудня — Йокогама | 18 грудня — Йокогама |                      |            |                    |                    |                 |                 |          |          |  |  | 21 грудня — Йокогама | 21 грудня — Йокогама |

## Результати
Зазначений час — місцевий (UTC+9)

### Плей-оф
| 11 грудня 2008 19:45 |

| «Аделаїда Юнайтед»  | 2-1      | «Вайтакере Юнайтед» |
| ------------------- | -------- | ------------------- |
| Маллен 39' Додд 83' | Протокол | Сімен 34'           |

| Національний стадіон, Токіо Глядачів: 19,777 Арбітр: Мохамед Бенуза |

### Чвертьфінали
| 13 грудня 2008 13:45 |

| «Аль-Аглі»                | 2-4      | «Пачука»                                  |
| ------------------------- | -------- | ----------------------------------------- |
| Пінто 28' (аг) Флавіу 44' | Протокол | Монтес 47' Хіменес 72', 110' Альварес 98' |

| Національний стадіон, Токіо Глядачів: 30,158 Арбітр: Равшан Ірматов |

| 14 грудня 2008 19:30 |

| «Аделаїда Юнайтед» | 0-1      | «Гамба Осака» |
| ------------------ | -------- | ------------- |
|                    | Протокол | Ендо 23'      |

| «Тойота», Тойота Глядачів: 38,141 Арбітр: Пабло Посо |

### Півфінали
| 17 грудня 2008 19:30 |

| «Пачука» | 0-2      | «ЛДУ Кіто»              |
| -------- | -------- | ----------------------- |
|          | Протокол | Б'єлер 4' Боланьйос 26' |

| Національний стадіон, Токіо Глядачів: 33,366 Арбітр: Альберто Ундіано Мальєнко |

| 18 грудня 2008 19:30 |

| «Гамба Осака»                              | 3-5      | «Манчестер Юнайтед»                               |
| ------------------------------------------ | -------- | ------------------------------------------------- |
| Ямазакі 74' Ендо 85' (пен.) Хасімото 90+1' | Протокол | Видич 28' Роналду 45+1' Руні 75', 79' Флетчер 78' |

| Міжнародний стадіон, Йокогама Глядачів: 67,618 Арбітр: Беніто Арчундія |

### Матч за 5 місце
| 18 грудня 2008 16:30 |

| «Аль-Аглі» | 0-1      | «Аделаїда Юнайтед» |
| ---------- | -------- | ------------------ |
|            | Протокол | Кріштіану 7'       |

| Міжнародний стадіон, Йокогама Глядачів: 35,154 Арбітр: Пітер О'Лірі |

### Матч за 3 місце
| 21 грудня 2008 16:30 |

| «Пачука» | 0-1      | «Гамба Осака» |
| -------- | -------- | ------------- |
|          | Протокол | Ямазакі 29'   |

| Міжнародний стадіон, Йокогама Глядачів: 62,619 Арбітр: Пабло Посо |

### Фінал
| 21 грудня 2008 19:30 |

| «ЛДУ Кіто» | 0-1      | «Манчестер Юнайтед» |
| ---------- | -------- | ------------------- |
|            | Протокол | Руні 73'            |

| Міжнародний стадіон, Йокогама Глядачів: 68,682 Арбітр: Равшан Ірматов |

## Статистика турніру

### Положення команд
| Поз. | Команда             | І | В | Н | П | ГЗ | ДП | РГ |
| ---- | ------------------- | - | - | - | - | -- | -- | -- |
| 1    | «Манчестер Юнайтед» | 2 | 2 | 0 | 0 | 6  | 3  | +3 |
| 2    | «ЛДУ Кіто»          | 2 | 1 | 0 | 1 | 2  | 1  | +1 |
| 3    | «Гамба Осака»       | 3 | 2 | 0 | 1 | 5  | 5  | 0  |
| 4    | «Пачука»            | 3 | 1 | 0 | 2 | 4  | 5  | −1 |
| 5    | «Аделаїда Юнайтед»  | 3 | 2 | 0 | 1 | 3  | 2  | +1 |
| 6    | «Аль-Аглі»          | 2 | 0 | 0 | 2 | 2  | 5  | −3 |
| 7    | «Вайтакере Юнайтед» | 1 | 0 | 0 | 1 | 1  | 2  | −1 |

Примітка: Матчі, що завершилися в додатковий час, вважаються як перемоги або поразки, тоді як матчі, що завершилися післяматчовими пенальті, вважаються як нічиї.

## Бомбардири
| 3 голи - Вейн Руні («Манчестер Юнайтед») 2 голи - Ясухіто Ендо («Гамба Осака») - Крістіан Хіменес («Пачука») - Масато Ямазакі («Гамба Осака») 1 гол - Даміон Альварес («Пачука») - Клаудіо Б'єлер («ЛДУ Кіто») - Луїс Боланьйос («ЛДУ Кіто») - Кріштіану («Аделаїда Юнайтед») - Тревіс Додд («Аделаїда Юнайтед») | 1 гол - Флавіу Амаду («Аль-Аглі») - Даррен Флетчер («Манчестер Юнайтед») - Хідео Хасімото («Гамба Осака») - Луїс Монтес («Пачука») - Деніел Маллен («Аделаїда Юнайтед») - Кріштіану Роналду («Манчестер Юнайтед») - Пол Сімен («Вайтакере Юнайтед») - Неманья Видич («Манчестер Юнайтед») автогол - Фаусто Пінто («Пачука», проти «Аль-Аглі») |  |

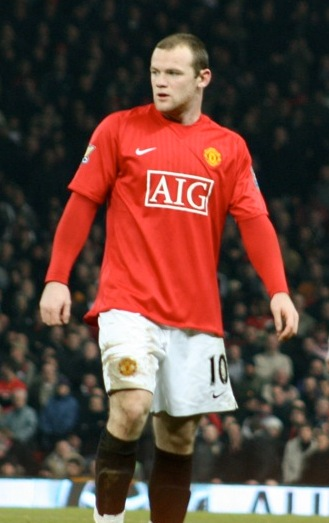
Найкращий бомбардир турніру Вейн Руні у 2008 році.

### Нагороди
| Золотий м'яч                  | Срібний м'яч                          | Бронзовий м'яч          |
| ----------------------------- | ------------------------------------- | ----------------------- |
| Вейн Руні (Манчестер Юнайтед) | Кріштіану Роналду (Манчестер Юнайтед) | Даміан Мансо (ЛДУ Кіто) |
| Приз за чесну гру             |                                       |                         |
| «Аделаїда Юнайтед»            |                                       |                         |